# Dorpskerk van Wiepke
De Dorpskerk van Wiepke (Duits: Dorfkirche Wiepke) is een protestants kerkgebouw in Wiepke, een plaats in de gemeente Gardelegen in Saksen-Anhalt. De kerk is een veldsteenkerk.

## Afbeeldingen
Het laatromaanse gebouw werd in de 12e eeuw van veldstenen opgetrokken. Het betreft een zaalkerk op verhoogde grond. Het relatief korte kerkschip heeft een vlakke zoldering. Het iets ingesnoerde koor is rechthoekig en heeft geen apsis. Aan de westelijke kant van het gebouw staat de toren, die vanaf de verdieping met de klokken wordt ingesnoerd en door een zadeldak met dakruiter wordt overdekt.    

## Geschiedenis
De kerk werd bij een brand omstreeks 1600 aanzienlijk verwoest. Deze gebeurtenis noodzaakte tot nieuwbouw van het bovenste deel van de toren. Iets later werd de dakruiter op het zadeldak gezet. Ook de kruisgraatgewelven van het koor waren door de brand vernietigd. In 1602 werd het door een rijk, met geometrische vormen beschilderd, houten cassettenplafond vervangen.
Omstreeks het jaar 1750 werd de kerk conform de mode van de barok heringericht. De smalle romaanse rondbogenvensters in het koor en kerkschip werden vergroot. De ingang werd naar de noordkant van de toren verplaatst. Oorspronkelijk waren ook het kerkschip en de toren door twee arcades in rondbogenvorm, die op een gemeenschappelijke middenzuil rustten, verbonden. Op de noordzijde bevindt zich nog een in oorspronkelijke staat gebleven priesterpoort. Ook is op deze zijde van het kerkschip een dichtgemetseld rondboogportaal te herkennen.  
In 1842 werd een barok orgel aangekocht, welke vermoedelijk voordien in de kerk van Isenschnibbe stond. Omstreeks 1900 kregen de beide vensters in de oostelijke muur nieuwe gebrandschilderde ramen. Het ene raam stelt Mozes met de stenen tafelen voor, het andere de opgestane Heer.  
Na 1990 vond een omvangrijke restauratie van het kerkgebouw plaats.

## Interieur
Van het middeleeuwse interieur zijn de orgelgalerij en het vroeggotische doopvont bewaard gebleven. In de toren bevindt zich een bronzen klok uit de 16e eeuw. De neoclassicistische altaaropzet dateert uit het jaar 1840. Nadat de altaaropzet in de jaren 1950 werd afgebroken, werd het na een restauratie in 2001 weer teruggeplaatst.

## Bijzonderheden
De dorpskerk van Wiepke is een halte op de Straße der Romanik, een toeristische route langs romaanse kerk- en kloostergebouwen.